# Clusia robusta
Clusia robusta är en tvåhjärtbladig växtart som beskrevs av Pierre Joseph Eyma. Clusia robusta ingår i släktet Clusia och familjen Clusiaceae. Inga underarter finns listade i Catalogue of Life.